# Таволжанка (приток Карая)
Таволжанка (устар. Тавалжанка) — овраг с пересыхающей рекой в России, находится в Романовском районе Саратовской области. Длина реки составляет 20 км. Площадь водосборного бассейна — 182 км².
Река начинается из прудов восточнее посёлка Таволжанский. Течёт по открытой местности, сначала на север, потом на северо-запад. Устье реки находится в 35 км по левому берегу реки Карай.
Основные притоки — балка Мартыниха (пр) и балка Рогатая (пр).

## Данные водного реестра
По данным государственного водного реестра России относится к Донскому бассейновому округу, водохозяйственный участок реки — Хопёр от истока до впадения реки Ворона, речной подбассейн реки — Хопер. Речной бассейн реки — Дон (российская часть бассейна).
Код объекта в государственном водном реестре — 05010200112107000006114.